# Staal (schweizerisches Adelsgeschlecht)

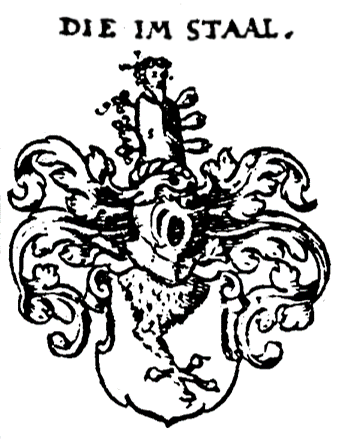
Wappen der schweizerischen „im Staal“ in Siebmachers Wappenbuch

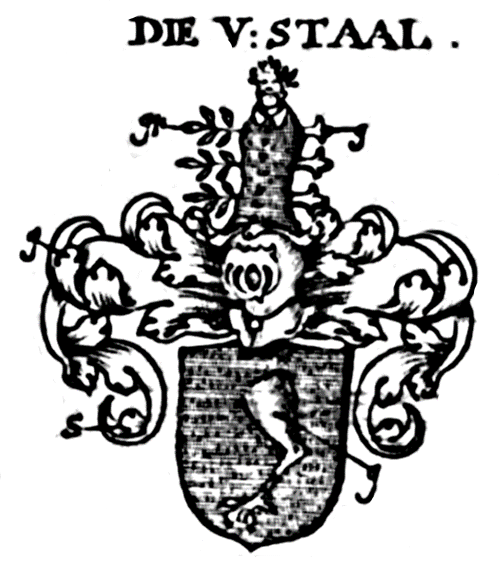
Wappen der schweizerischen „von/vom Staal“ (1577) in Siebmachers Wappenbuch

Staal (ursprünglich vom Stall, später vom Staal, auch von Staal, im Staal/Stall sowie latinisiert de Stabulo) ist der Name einer erloschenen Familie aus Solothurn, Schweiz.
Die Familie ist mit den deutschbaltischen von Staal, den schwedischen Stahl und den bürgerlichen Staal in Kassel und Zwolle wappenverwandt, eine Stammverwandtschaft ist nicht erwiesen. Mit den niederländischen van der Staal besteht weder Wappen- noch Stammverwandtschaft.

## Geschichte
Die Familie brachte mehrere bedeutende Politiker hervor. Der erste solothurnische Bürger der Familie war Hans vom Stall, der wahrscheinlich aus Wangen im Allgäu stammte und zwischen 1450 und 1456 eingebürgert wurde. 1787 erlosch der Solothurner Zweig der Familie und 1809 ein Zweig in Porrentruy. Die Familie wurde geadelt (Adelsbrief Heinrichs III. von 1577) und gehörte zum Patriziat der Stadt Solothurn.

## Wichtige Vertreter der Familie

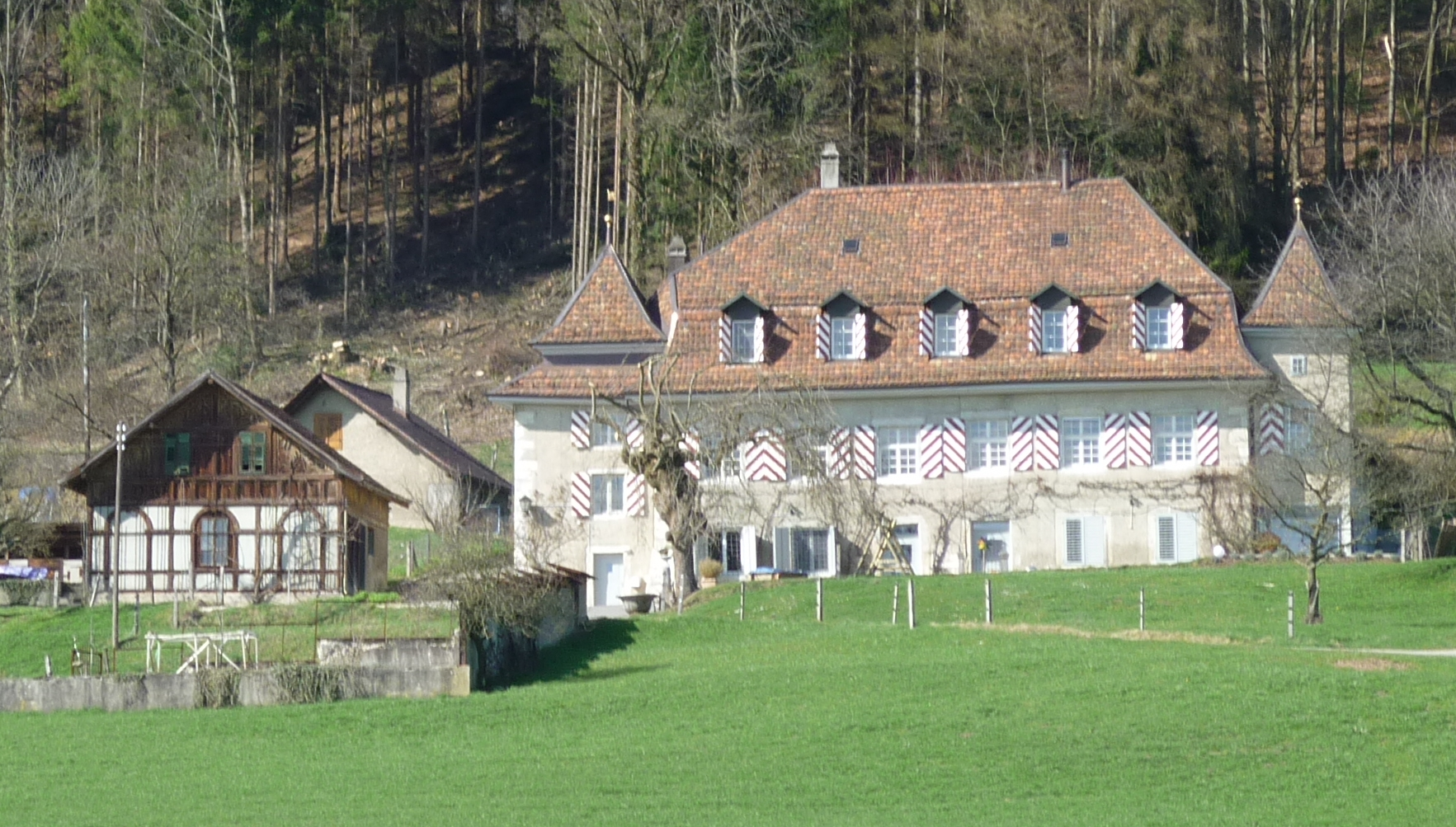
Staalenhof, ehemaliges Landgut der Familie vom Staal in Langendorf SO

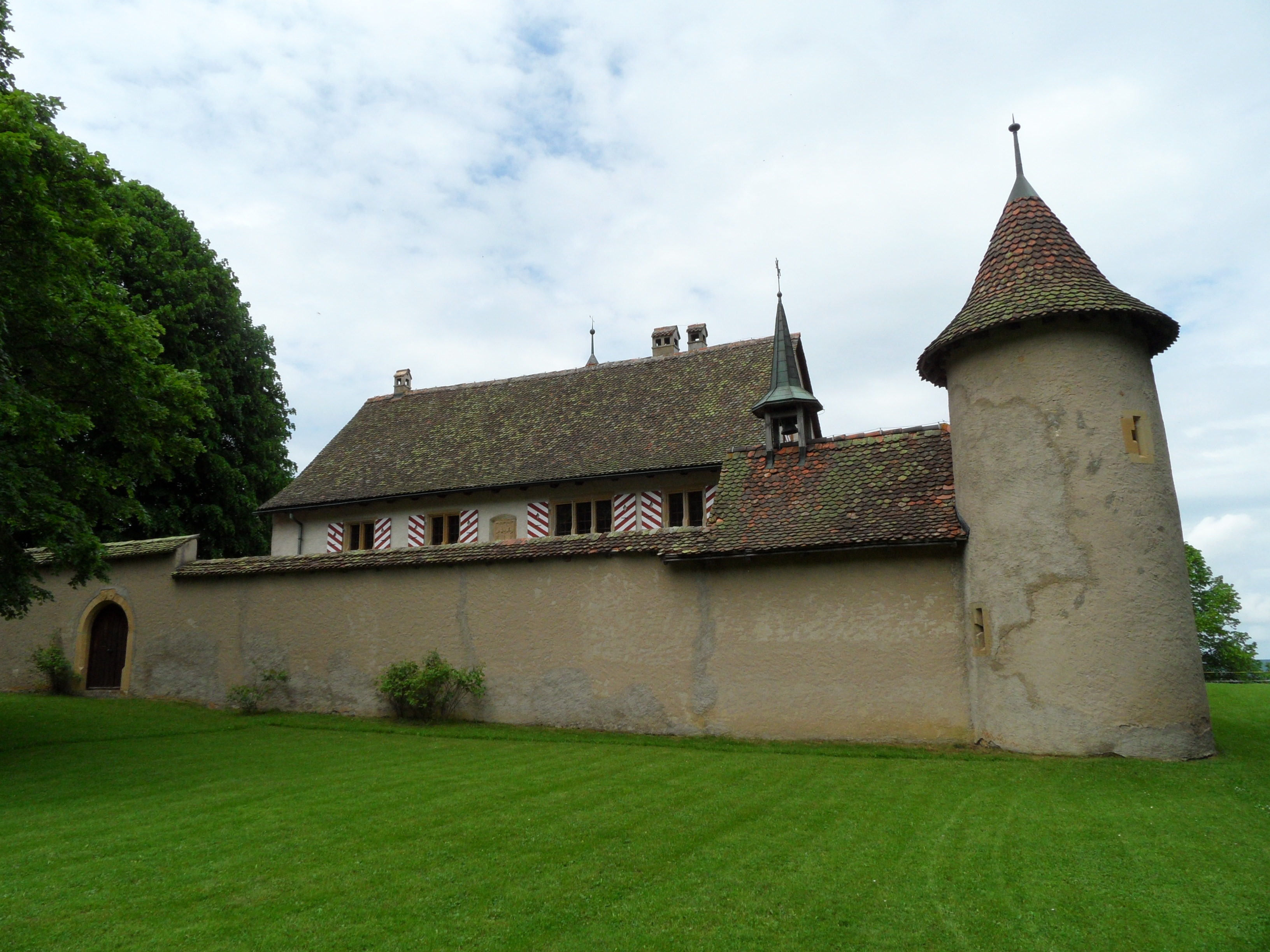
Schloss Raymontpierre (Remontstein) bei Vermes, 1623–1809 im Besitz der Familie vom Staal

- Hans vom Stall (1419–1499), Stadtschreiber von Solothurn
  - Hans Jakob vom Staal (1463–1520), Ratsmitglied in Solothurn, Sohn des Hans
    - Hans vom Staal (II), erwähnt zwischen 1518 und 1535, Sohn des Hans Jakob (1463–1520)
      - Hans Jakob vom Staal (1522–1542), Goldschmied, Sohn des Hans (II)
        - Hans Jakob vom Staal (der Ältere) (1539–1615), Stadtschreiber von Solothurn, Sohn des Hans Jakob (1522–1542)
          - Hans Jakob vom Staal (der Jüngere) (1589–1657), solothurnischer Politiker, Ratsmitglied, 1653 bis 1657 Schultheiss, Sohn des Hans Jakob (1539–1615)
- Maria Scholastika von Staal (Elisabeth) (1608–1659), 1643–1659 Äbtissin des Zisterzienserinnenklosters Wurmsbach, Tochter des Gedeon (1573–1655)
- Marguerite Jeanne Cordier de Launay, Baronin Staal (1693–1750), Verschwörerin gegen den Herzog von Orléans Philipp II. und Schriftstellerin, Ehefrau von Johann Jakob vom Staal (1677–1761), solothurnischer Politiker und Militär

## Wappen
Die Familie führte in Wangen und Isny ein Wappen mit zwei zusammengeschobenen Rauten, die in der Mitte mit einer kleinen Raute belegt sind.
Ab 1487 war das vom römisch-deutschen König Maximilian I. erteilte Wappen der Familie in Gold ein Greifenbein, vom oberen Rand wachsend mit Pfauenfedern, nach dem Adelsbrief von 1577 dann ein goldenes Greifenbein in Schwarz.